# Richard Friebe
Richard Friebe (* 29. Juni 1970 in Erfurt) ist ein deutscher Wissenschaftsjournalist und Sachbuchautor.

## Leben
Friebe studierte ab 1992 an der Universität Konstanz und an der Witwatersrand-Universität in Südafrika Biologie und spezialisierte sich auf Ökologie. 1998 schloss er sein Studium mit dem Diplom ab. Am Massachusetts Institute of Technology war er von 2006 bis 2007 Knight Science Journalism Fellow. Friebe wurde 2010 mit dem Georg von Holtzbrinck Preis für Wissenschaftsjournalismus ausgezeichnet. Er schreibt unter anderem für die Süddeutsche Zeitung, den Stern, die Frankfurter Allgemeine Zeitung, die Frankfurter Allgemeine Sonntagszeitung, den Tagesspiegel, sowie für das Time-Magazin. Für die Financial Times und die deutsche Ausgabe der Technology Review war er als Fotograf tätig.
In seinem 2013 zusammen mit Hanno Charisius und Sascha Karberg veröffentlichten Buch Biohacking: Gentechnik aus der Garage beschreibt er die Do-it-yourself-Biologie-Szene in Europa und den USA. Für Artikel zu diesem Thema erhielten die Autoren 2012/2013 den Hofschneider-Recherchepreis für Wissenschafts- und Medizinjournalismus.
Mit seinem 2016 veröffentlichten Buch Hormesis liefert Friebe eine Einführung in das Konzept der Hormesis im Zusammenhang mit der Gesundheit.
Richard Friebe lebt in Berlin und Itzehoe.

## Veröffentlichungen
- mit Wolfgang H. Kirchner: Nestmate discrimination in the African stingless bee Hypotrigona gribodoi Magretti (Hymenoptera: Apidae). In: Apidologie. Band 30, Nr. 4, 1. Januar 1999, ISSN 0044-8435, S. 293–298, doi:10.1051/apido:19990405.
- mit Hanno Charisius und Sascha Karberg: Biohacking: Gentechnik aus der Garage. Carl Hanser Verlag, München 2013, ISBN 978-3-446-43554-4.
- mit Hanno Charisius: Bund fürs Leben: Warum Bakterien unsere Freunde sind. Carl Hanser Verlag, München 2014, ISBN 978-3-446-43928-3.
- Hormesis : Das Prinzip der Widerstandskraft. Wie Stress und Gift uns stärker machen. Carl Hanser Verlag, München 2016, ISBN 978-3-446-44325-9.